# Heïdi Sevestre
Heïdi Sevestre, née le 11 mars 1988 à Annecy (Haute-Savoie), est une glaciologue française.

## Biographie

### Jeunesse
Née en 1988 à Annecy, Heïdi Sevestre passe son enfance dans le village de Gruffy, au pied du Semnoz et aux portes du massif des Bauges et de la chaîne des Aravis. À 17 ans, elle participe à un raid Chamonix-Zermatt pour l'émission Passe-moi les jumelles de la TSR pendant lequel sa passion pour les glaciers va se concrétiser.

### Formation
Elle obtient son baccalauréat scientifique option biologie écologie à l'ISETA (ancien lycée agricole de Poisy) et intègre l'École supérieure européenne d'ingénierie de l'espace rural (IER), également à Poisy.
Elle obtient, fin 2011, un poste de doctorante au centre universitaire du Svalbard. Reçue à l’école doctorale de la faculté de mathématiques et de sciences de l'université d'Oslo, sa thèse est dirigée par Douglas I. Benn d'Unis et Jon Ove Hagen de l'université d'Oslo. Consacrée à la dynamique des surges glaciaires, cette thèse repose sur de nombreuses campagnes de terrain à Ny-Ålesund, Tempelfjorden et Van Mijenfjorden. Elle complète sa thèse en octobre 2015, après avoir publié dans le Journal of Glaciology et le Journal of Geophysical Research,,.

### Début de carrière
Une semaine après la soutenance de sa thèse fin 2015, elle part pendant deux mois en Antarctique étudier la barrière de glace du Larsen C dans le cadre du projet MiDAS. Ce projet est mené par Bryn Hubbard de l'université d'Aberystwyth, Adrian Luckman de l'université de Swansea et encadré par la British Antarctic Survey. En décembre 2017, elle fait la couverture de Science magazine. Puis, l'université de St Andrews en Écosse l'accueille en avril 2018 comme Postdoctoral Fellow. Elle enseigne au Centre universitaire du Svalbard, en Norvège.

#### Expéditions
- « Climate Sentinels » (2021)

Traversée du Spitzberg en avril 2021 avec cinq autres scientifiques (Anne Elina Flink, Nina Adjanin, Silje Smith-Johnsen, Alia Khan, Dorothée Vallot) pour récolter des échantillons de neige et mesurer la pollution de la neige et de la glace en Arctique.
- « Arctic Ascent » (2022)

Expédition de 6 semaines dans l'Est du Groenland. Alex Honnold et Hazel Findlay réalisent la première ascension de l'Ingmikortilaq, monolithe de 1 200 m. Heïdi Sevestre en tant que glaciologue effectue de nombreux relevés destinés à étudier les effets du changement climatique sur la calotte glaciaire de l'Arctique.
- Expédition scientifique en kite ski sur la calotte polaire au Groenland avec l'aventurier Matthieu Tordeur. Juillet 2024[17]. 1500 km d'Ilulissat à Qaanaq[18].
- Expédition en Ouganda avec Klaus Thymann de l' ONG Project Pressure pour étudier les glaciers tropicaux des montagnes Rwenzori. 08/2024[19].

### Médiation scientifique
Sensible à l'accompagnement des jeunes générations, elle accueille au Svalbard les jeunes ambassadeurs du climat du conseil départemental du Gers. La même année, elle organise la visite d'une classe de l'ISETA à Unis.
Elle accompagne le projet rochelais « Demain, c'est nous », créé par François Bernard, professeur de technologie à l'établissement scolaire Fénelon Notre-Dame.
En décembre 2019, elle participe à une conférence TEDx à La Rochelle « pour une Science climatique plus propre et plus accessible ».
Ancienne directrice de communication scientifique pour l'ONG International Cryosphere Climate Initiative, elle est aussi nommée Project Coordinator pour l'AMAP (Arctic Monitoring and Assessment Program). Elle est membre du Club international des explorateurs.

## Ouvrages
- Avec François Bernard, Demain, c'est nous : plaidoyer pour l'éducation au changement climatique, éditions du Faubourg, 2023.
- Avec Isabelle Marrier, Sentinelle du climat, HarperCollins, 2023.

## Télévision, radio

### Terres extrêmes
Heïdi Sevestre devient de 2017 à 2019 la présentatrice d'une série de documentaires Terres extrêmes pour la chaîne publique France 5, produite par Pernel Média.
Chaque épisode se concentre sur un pays particulier, ses phénomènes naturels et les systèmes ingénieux mis en place pour en tirer parti :
- épisode 1 : « Islande » réalisé par Laurent Lichtenstein[25]
- épisode 2 : « Chili » réalisé par Laurent Lichtenstein
- épisode 3 : « Californie » réalisé par Laurent Lichtenstein et Marina Boyenval
- épisode 4 : « Japon » réalisé par Frédérique Mergey
- épisode 5 : « L'Enfer Vert » réalisé par Laurent Lichtenstein et Liza Fanjeaux
- épisode 6 : « Les émirats face au désert » réalisé par Lila Salmi et Jean Luc Guidoin

### Il faut sauver
Fin 2019, elle commence un nouveau projet télévisuel avec une création de la production réalisée par Laurent Lichenstein et Nicolas Plain ; Il faut sauver et diffusée par Ushuaïa TV. Le premier épisode est diffusé le 20 février 2020.

### Autres participations
- France 2 : La banquise Eldorado (Svalbard), 2013.
- Time TV Portugal : Corrida contra o Tempo, race against, 2015.
- France 5 : Vue sur terre Norvège, 2015/2016.
- Time magazine (États-Unis) : The cold life, 2016.
- National Geographic Netflix : One Strange Rock au Svalbard, épisode 1.
- A day in the life of Earth Les Forces de la Terre (Royaume Uni), tournage en Islande en 2018.
- Sur le front des glaciers avec Hugo Clément, mars 2020[26].
- Ushuaia TV : En Terre ferme avec Jean-Louis Étienne, avril 2021.
- National Geographic : On the Edge avec Alex Honnold et Hazel Findlay au Groenland, 2022[27].
- TV5 Monde : Pourquoi on se bat (épisode 2) de Camille Étienne et Solal Moisan, avril 2023.
- France 2 : Les Super-pouvoirs de l'océan, avec Hugo Clément et Léa Salamé, novembre 2023[28].
- LCP : Heïdi's Ice de Pierre Dugowson : 4 épisodes ayant pour objectif de suivre la scientifique dans ses travaux afin de sensibiliser le public sur le dérèglement climatique, décembre 2023[29].
- France 5 : Échappées belles : Dolomites, l'Italie des sommets avec Ismaël Khelifa, janvier 2024[30].
- Les Others : Les baladeurs : Les larmes du glacier Conejeras[31] (Episode qui évoque le Conejeras, un glacier tropical situé en Colombie, sacré par les populations autoctones. On y découvre plusieurs expéditions, de 2019 à sa disparition récente).

### Chroniques sur France Culture
Chaque jeudi, depuis le 1er septembre 2023, elle intervient dans Les Matins de France Culture avec « Le biais d'Heïdi Sevestre », courte chronique sur les glaciers et le réchauffement climatique.

## Distinctions
- Lauréate en 2022 de la première médaille Shackleton pour la protection des régions polaires, décernée par un jury international d'experts polaires présidé par le Professeur Lewis Dartnell à la Royal Geographical Society de Londres[33].
- Grand prix du rayonnement environnemental, prix remis en mars 2023 par Olivier Poivre d'Arvor, ambassadeur pour les pôles et les enjeux maritimes[34],[35].
- Vakita Awards : La scientifique 2023[36]
- Prix du livre environnement 2024 de la fondation Veolia pour son livre Sentinelle du climat[37].
- Citoyenne d'honneur de la ville de Nice et médaille de la ville remise par le maire, Christian Estrosi, à l'occasion de la Conférence des Nations unies sur l'océan 2025[38].

### Vidéo
- [vidéo] « Sur le front du pôle Nord », à 3 -16 min, Heïdi Sevestre, dans Sur le front sur France 5, 13 mars 2023, 52 min, Spitzberg (consulté le 17 mars 2023)Au glacier de La Recherche (Recherchebreen).
- (en) [vidéo] YouTube, « The Shackleton Medal // Full Interview with 2022 Winner, Dr. Heïdi Sevestre », sur YouTube, 5 avril 2022 (consulté le 18 mars 2023).
- « Interview de Heidi Sevestre, "Glaciers en Effondrement : Face à la réalité" » (consulté le 11 février 2024).